# Lasy prywatne w Polsce

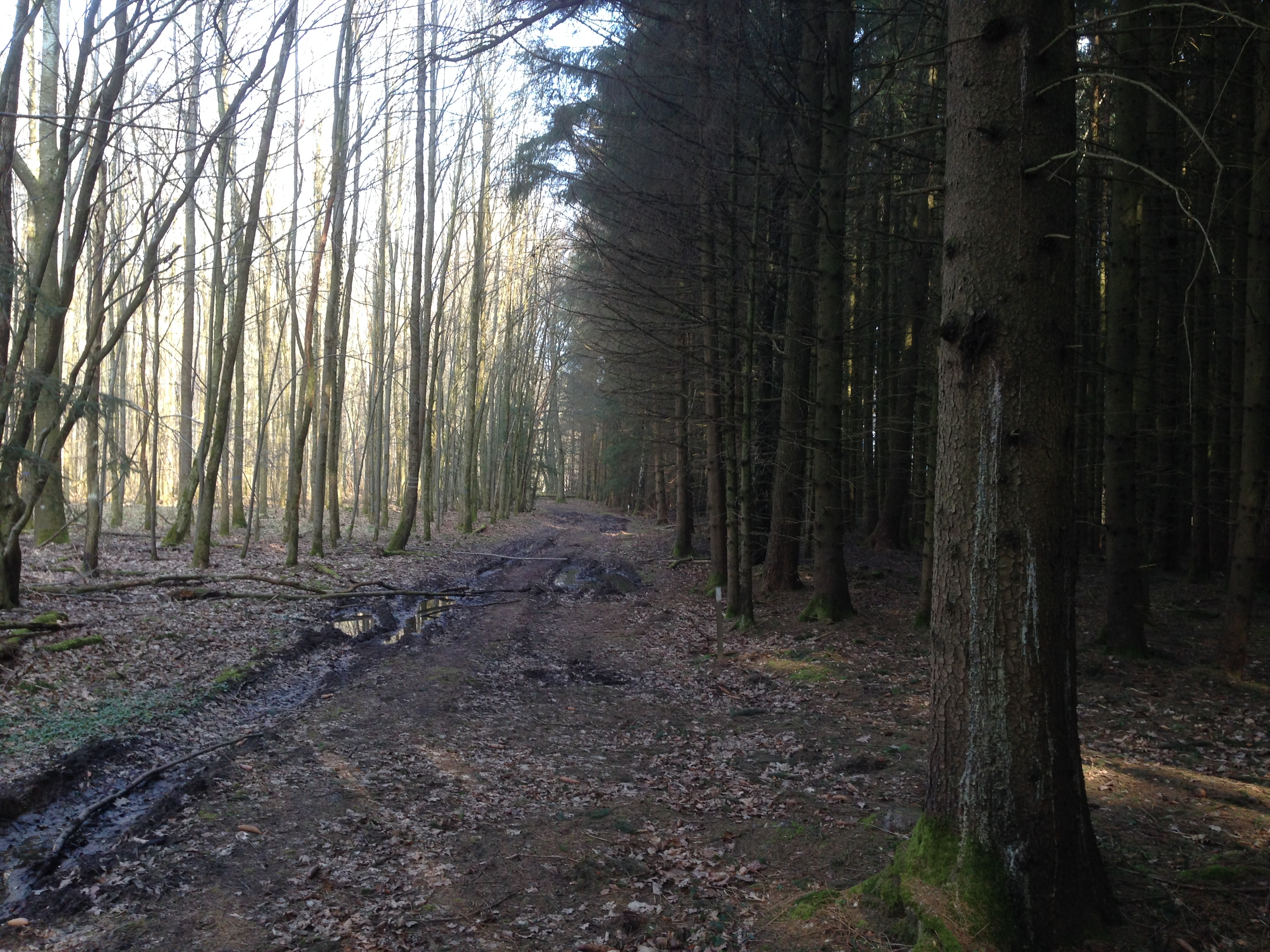
Po lewej las państwowy, po prawej prywatny bór świerkowy w niemieckim powiecie Landsberg am Lech (2016)

Lasy prywatne w Polsce to obszary leśne, które są własnością osób prywatnych lub są w zarządzie wspólnot gruntowych, rolniczych spółdzielni produkcyjnych, kościołów, związków wyznaniowych i zawodowych. Lasy prywatne mogą być wykorzystywane (podobnie jak grunty leśne należące do Lasów Państwowych) do pozyskiwania drewna, celów rekreacyjnych i tym podobnych z tą jednak różnicą, że dobra znajdujące się na terenie lasów prywatnych są własnością właścicieli gruntów, a nie publiczną.
W Europie i na świecie wiele krajów całkowicie sprywatyzowało lasy (brak lasów będących wprost własnością publiczną), jednak w Polsce ponad 17% gruntów leśnych (dane według stanu na 1 stycznia 2021) znajduje się we władaniu podmiotów prywatnych przy średnim wieku drzewostanów około 52 lat.
Promowaniem i wspieraniem prywatnego sektora leśnego w Polsce i na świecie zajmuje się Polski Związek Zrzeszeń Leśnych z siedzibą w Raszynie.

## Rozmieszczenie lasów prywatnych w Polsce
Lasy prywatne na terenie Polski są rozmieszczone nierównomiernie. Najmniejszą część lasy w prywatnych rękach stanowią na obszarze „Ziem Odzyskanych”, w części dawnego zaboru pruskiego oraz w Polsce południowo-wschodniej na terenie objętym akcją „Wisła”. Największy udział lasów prywatnych (ponad 70%) jest w Polsce wschodniej, w rejonie dawnych drobnych szlacheckich majątków i zaścianków w powiatach: wysokomazowieckim (79%), siedleckim (73%) i sokołowskim (70%) oraz w rejonie Przedgórza Karpackiego w Małopolsce – powiat myślenicki (71%).

## Gospodarka leśna w lasach prywatnych w Polsce
W obrębie lasów prywatnych wykonuje się szereg zabiegów związanych z poprawną gospodarką leśną według uproszczonego planu urządzenia lasu lub decyzji starosty (sprawującego nadzór nad prowadzoną gospodarką leśną w lasach prywatnych) wydanej na podstawie inwentaryzacji stanu lasów. Należy zaznaczyć, że ponad 70% starostw powierza prowadzenie nadzoru nad gospodarką leśną w lasach prywatnych leśniczym z Lasów Państwowych – szczegóły tego nadzoru określa porozumienie zawierane pomiędzy starostą a właściwym nadleśniczym. Niekiedy zdarzają się także sytuacje, w których podmiot będący właścicielem lasu prywatnego zleca zarządzanie nim lub posiłkuje się poradami od specjalistycznej firmy świadczącej tego typu usługi.
Dużym problemem prowadzenia działań gospodarczych i ochronnych na terenie lasów prywatnych jest nadmierne rozdrobnienie działek leśnych oraz brak zorganizowania ich właścicieli. Utrudnia to zwłaszcza czynności ochrony lasu, takie jak zwalczanie organizmów zagrażających lasom prywatnym i kradzieży leśnej oraz ochronę przeciwpożarową.